# Даллас Маверикс
«Даллас Маверикс» (англ. Dallas Mavericks) — профессиональный баскетбольный клуб, выступающий в Юго-Западном дивизионе Западной конференции Национальной баскетбольной ассоциации. Команда была основана в 1980 году. Клуб базируется в городе Даллас, Техас. «Маверикс» пять раз становились победителями дивизиона в 1987, 2007, 2010, 2021 и 2024 годах, а также трижды чемпионами конференции в 2006, 2011 и 2024 годах. В 2011 году впервые в своей истории стали чемпионами НБА, обыграв в финале «Майами Хит» 4—2. Домашние матчи команда проводит на стадионе «Американ Эйрлайнс Центр».
Согласно журналу Forbes, стоимость клуба на октябрь 2023 года составляла около $4,5 млрд, что являлось 7 показателем среди клубов  НБА.
С 2000 года владельцем команды являлся американский предприниматель Марк Кьюбан. 4 января 2000 года Кьюбан выкупил контрольный пакет акций команды за 285 млн долларов у Росса Перо, младшего (H. Ross Perot, Jr.). В декабре 2023 года Марк Кьюбан продал 69% акций команды Мириам Адельсон и Патрику Дюмонту. Стоимость сделки составила около $3,5 млрд. Кьюбан сохранил за собой 27% акций и контроль над баскетбольными операциями команды

## История клуба

### 1982—1990: Борьба за выход в плей-офф
В сезоне 1982/1983 «Маверикс» впервые стали серьезным соперником. К началу Звёздного уикенда счет «Далласа» был 25–24, и они выиграли 12 из последних 15 игр. Они не смогли сохранить запал и финишировали на семь игр позади «Денвер Наггетс», заняв шестое и последнее место в плей-офф Западной конференции.
В сезоне 1983/1984 «Маверикс» стал четвёртым в регулярном сезоне в Западной конференции, и в своём первом раунде плей-офф они победили «Сиэтл Суперсоникс» в пяти играх о счётом 3-2. Но во втором раунде «Лос-Анджелес Лейкерс» во главе с Мэджиком Джонсоном одолел «Маверикс». Пятая и решающая игра в этой серии была сыграна в Moody Coliseum, так как на Реюньон-Арене, которая тогда была домашней площадкой для «Маверикс», проходил теннисный турнир.

### 1990—1998: Перестройка

#### 1994—1996: Приход Джейсона Кидда
Джейсон Кидд пришёл в команду в сезоне 1994/1995. Кидд в среднем набирал 11,7 очков, 5,4 подбора и 7,7 передач в первом сезоне, и лидировал по количеству трипл-даблов. Рою Тарпли разрешили вернуться в лигу через три года, и он помог Кидду, набрав в среднем за игру 12,6 очков и 8,2 подбора. Тандем Джима Джексона и Джамаля Мэшберна стал самым результативным тандемом в лиге. В отдельных случаях Мэшберн и Джексон набирали по 50 очков за игру сезоне. Машберн в среднем набирал 24,1 очка за игру; Джексон в среднем набирал 25,7 очка, но в феврале получил серьезное растяжение связок лодыжки, из-за чего пропустил оставшуюся часть регулярного сезона. Для Попая Джонса год сложился удачно: он набирал в среднем 10,6 подбора и лидировал в НБА по подборам в атаке.

#### 1996—1998
Сезон 1996/1997 ознаменовался громадной перестройкой состава. К тому времени, когда сезон закончился, из игроков, начинавших сезон остался только новичок Самаки Уокер. Первый большой трансфер произошёл в декабре, когда Джейсон Кидд, Лорен Мейер и Тони Дюма были обменяны в «Финикс Санз» ради защитников Майкла Финли, Сэма Касселла и форварда Эй Си Грина. Безусловно, самым важным из этих приобретений был Финли, который провёл следующих семь лет своей карьеры в «Маверикс». Он дважды участвовал в игре всех звёзд НБА и играл в каждой из игр «Маверикс» вплоть до сезона 2004/2005.
Дон Нельсон был назначен генеральным менеджером «Далласа» 7 февраля. В течение недели после его найма «Даллас» отпустил Фреда Робертса и Оливера Миллера и обменял Джамала Мешберна в «Майами Хит» на форвардов Курта Томаса, Мартина Мюйрсеппа и защитника Предрага Даниловича. Томас не играл в 1996-97 годах и ушёл в «Нью-Йорк Никс» как свободный агент. Данилович сыграл в 13 играх за «Даллас», прежде чем отказаться от своего контракта, а Мюйрсепп сыграл в 73 играх за «Маверикс» в течение следующих двух лет, прежде чем покинуть НБА.
Крис Гатлинг был единственным представителем «Маверикс» в матче всех звёзд НБА, но в «Далласе» он продержался недолго. Неопытный защитник Эрик Стрикленд набирал в среднем 10,6 очков за игру. Он вместе с Финли и Брэдли должны были стать ядром новой команды «Маверикс». Постоянные изменения помешали создать командную химию в 1996-97 годах, и «Маверикс» финишировал 24-58.
В сезоне 1997/1998 годах, несмотря на плохие результаты (20 побед, 62 поражения), «Даллас» сумел побороться с топовыми командами лиги: они побеждали «Сиэтл Суперсоникс», «Нью-Йорк Никс», «Индиану Пэйсерс» и «Чикаго Буллз».

### 1998—2019: Эра Дирка Новицки

#### 1998—2001: Новые начинания

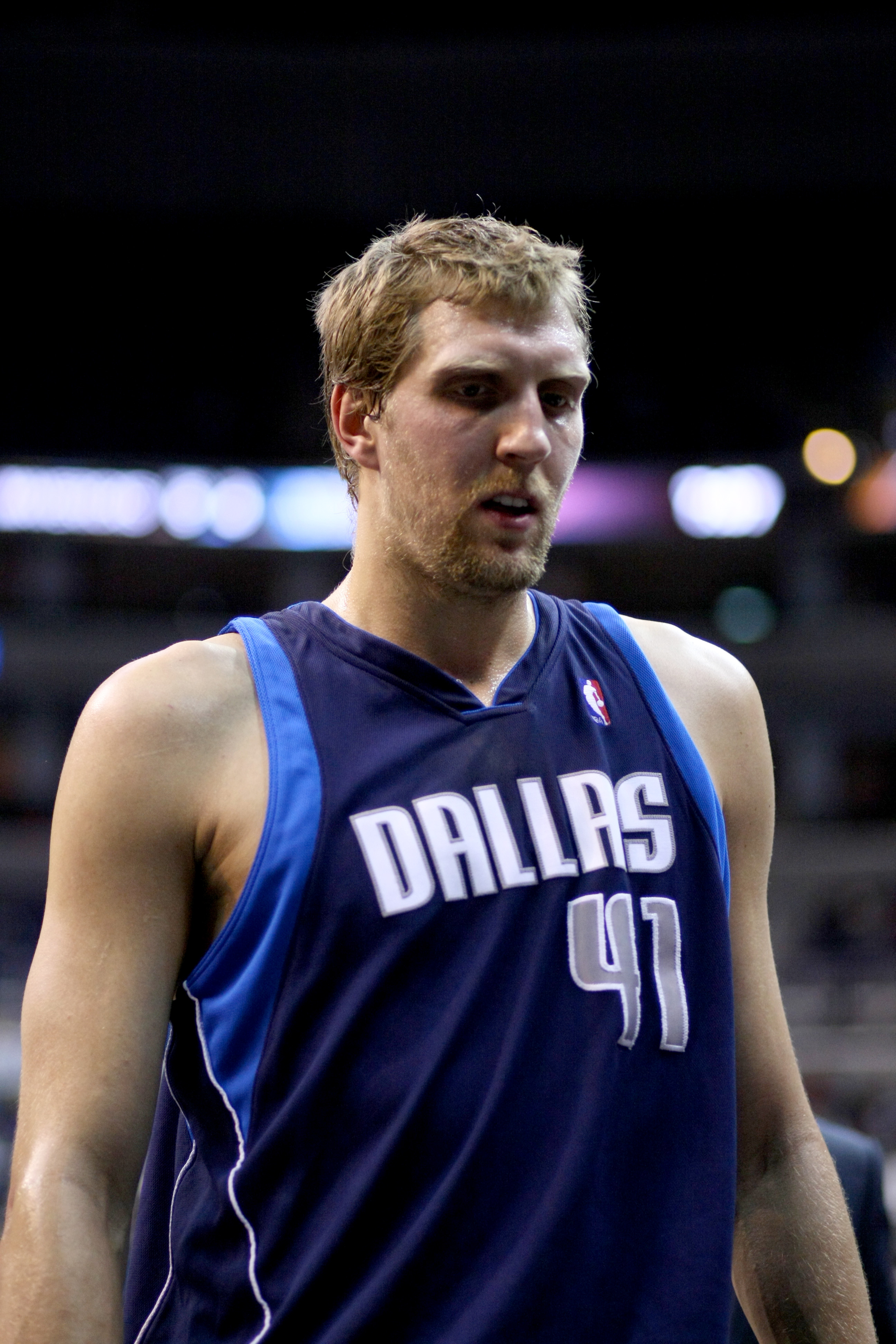
Дирк Новицки был перехвачен у Бакс в 1998 и стал франчайзом на многие годы.

В укороченном сезоне 1998/1999, «Маверикс» закончили со слабым показателем 19-31. Команда решила приобрести тяжелого форварда Дирка Новицки и разыгрывающего защитника Стива Нэша, которые окажут существенное влияния на команду в будущем. В сезоне 1999/2000 «Маверикс» впервые с сезона 1989/1990 выиграли в регулярном чемпионате не менее 40 игр.
14 января 2000 года, Росс Перот продал клуб Марку Кьюбану за 285 миллионов долларов. Кьюбан первым делом привёл в клуб Денниса Родмана.
В сезоне 2000/2001, «Маверикс» закончили с показателем 53-29, благодаря атакующему треугольнику Новицки-Финли-Нэш. Но в плей-офф их остановил «Сан-Антонио Спёрс».

#### 2001—2004: Три сезона «Нелли-болла»
Сезон 2001/2002 был удачным, с показателем 57-25, больше число фанатов стали посещать домашние игры в American Airlines Center. В этом сезоне на гербе ковбойскую шляпу заменили на лошадь. Команда шла уверенно, но во втором раунде плей-офф  «Даллас» остановила команда «Сакраменто Кингс».
Следующий сезон 2002/2003 клуб начал с серией 14-0. «Маверикс» окончили регулярный сезон с показателем 60-22. В западной конференции Новицки, Финли, и Нэша прозвали «Большой тройкой» («Big Three») за их атакующий потенциал. В плей-офф они снова встретились с «Сан-Антонио Спёрс», уже в финале конференции, однако после счета 1-1, лидер команды, Дирк Новицки получил травму колена, и «Даллас» снова проиграл.
В сезоне 2003/2004 уверенно вышли в плей-офф, но в первом раунде проиграли «Сакраменто Кингс».

#### 2004—2005: Новый взгляд
В сезоне 2004/2005 в команде появились Эрик Дампьер, Джейсон Терри, Джерри Стэкхауз, россиянин Павел Подкользин и многие другие. Но команда потеряла своего ведущего разыгрывающего Стива Нэша. «Маверикс» легко попал в плей-офф с показателем 58-24. «Маверикс» обошли «Хьюстон Рокетс» в 7 играх первого раунда, но в следующем раунде проиграли со счётом 4-2 «Финикс Санз», возглавляемым бывшей звездой «Далласа» Стивом Нэшем.

#### 2005—2006: Дебют в финале
15 августа 2005 контракт с Майклом Финли был расторгнут благодаря новому «правилу Аллана Хьюстона». В конце 2005 года Новицки выиграл Euroscar и Mr. Europa, звания лучшему игроку Европы. Также получил звание Игрок года ФИБА Европа.
«Даллас» закончили сезон с показателем 60-22, а Эвери Джонсон стал тренером года НБА. В плей-офф одержали вверх над «Мемфис Гриззлис». «Маверикс» взяли реванш над бывшим игроком команды — Стивом Нэшем и его «Финикс Санз».
В финале НБА «Маверикс» встретились с «Майами Хит». После двух побед «Даллас» уже предвкушал чемпионство. Но в третьей игре, был великолепен Дуэйн Уэйд. В шестой игре «Даллас» уверенно начал, но позже «Хит» одержал вверх, а Уэйд набрал 36 очков. «Маверикс» стали третьей командой в истории НБА, проиграв в финале после лидерства со счетом 2-0.

#### 2006—2007: Новицки стал MVP
После неудачного старта в сезоне 2006/2007, четырёх поражений к ряду, «Маверикс» закончили следующие 57 игр с показателем 52-5. В целом регулярный сезон закончили с 67 победами против 15 поражений. Дирк Новицки доминировал на протяжении всего сезона, он выиграл пятый подряд Euroscar и был назван по окончании сезона игроком года (MVP). Джош Ховард был приглашен на матч всех звёзд НБА.

#### 2007—2012: Возвращение Джейсона Кидда

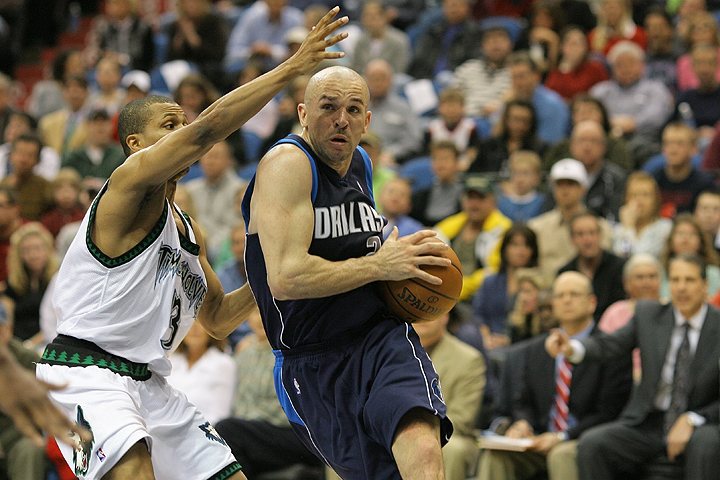
Кидд против Миннесотты Тимбервулвз.

«Маверикс» отдали Девина Харриса в «Нью-Джерси Нетс» в обмен на ветерана Джейсона Кидда. «Маверикс» начали сезон со счётом 3-11, такое плохое начало во многом было связано с травмой Новицки. Он вернулся 2 апреля против «Голден Стэйт Уорриорз», обыграв их со счетом 111-86 и помог обыграть «Финикс Санз» со счетом 105-98 6 апреля. В первом раунде, «Маверикс» проиграли «Нью-Орлеан Хорнетс».

#### 2008—2009: Очередная неудача в плей-офф
После старта со счётом 2-7, «Маверикс» набрали ход и закончили сезон с 50-32. Однако проиграли в плей-офф «Денвер Наггетс».

#### 2009—2010: Третья победа в дивизионе
После поражения от «Наггетс» клуб продлил контракт с Киддом на три года и переманил Шона Мэриона.

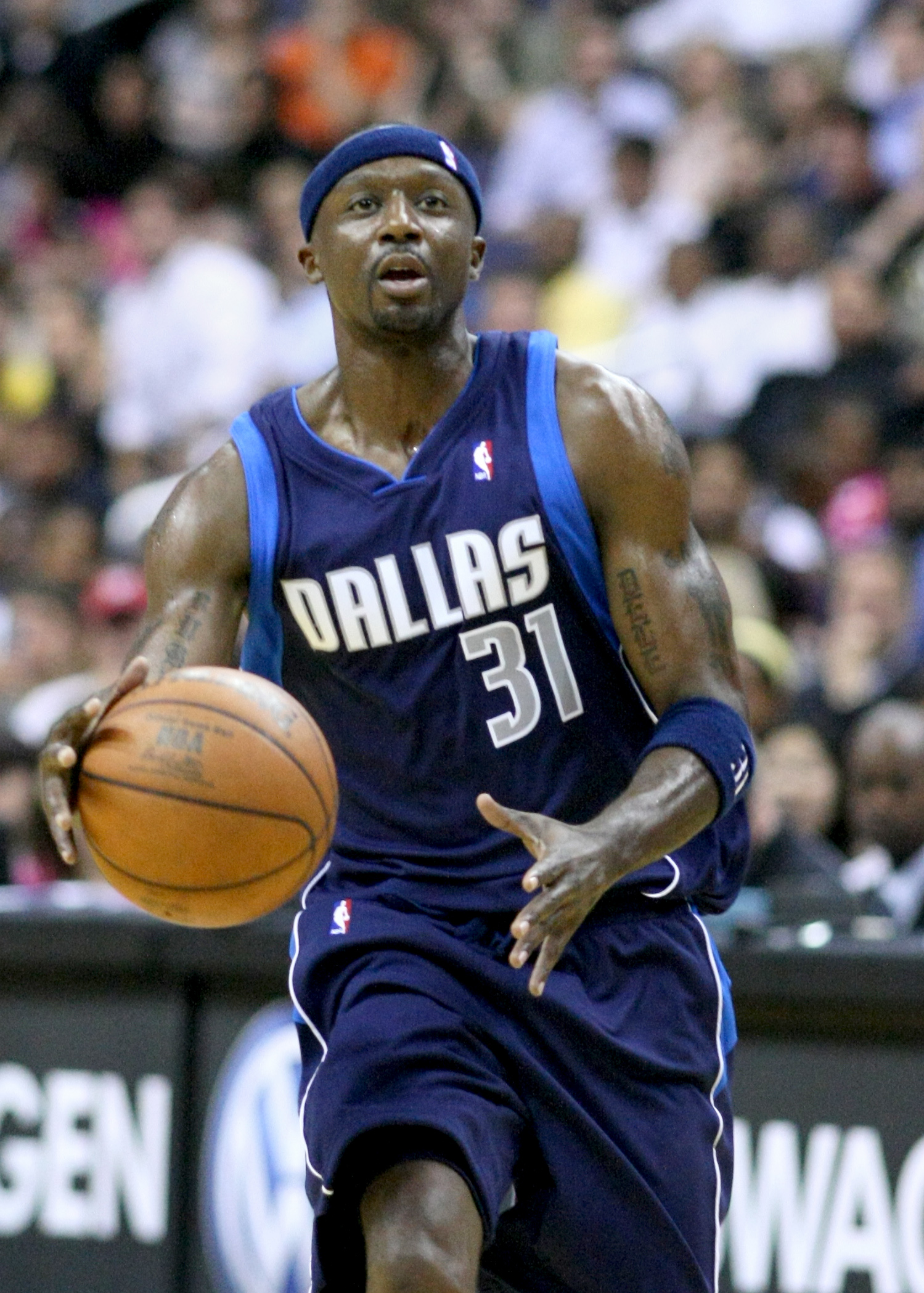
Джейсон Терри провел 8 лет с «Маверикс», сыграв в обоих финалах.

За день до дедлайна «Даллас» обменял Джоша Хорвада, Джеймса Синглтона и Дрю Гудена в обмен на Кэрона Батлера, Брендона Хэйвуда и Дешона Стивенсона. Обмен сработал, и 24 января 2010 года «Маверикс» обыграли «Никс» со счётом 128-78. «Даллас» окончил сезон с показателем 55-27. Но в плей-офф команду опять остановил «Сан-Антонио Спёрс».

#### 2010—2011: Чемпионский сезон

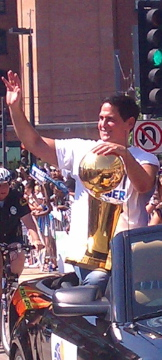
Владелец Марк Кьюбан держит Кубок Ларри О’Брайена.

«Маверикс» переподписали Новицки 4 июля 2010, контракт был рассчитан на четыре года и на 80 миллионов долларов. 13 июля «Даллас» укрепил команду центровыми Тайсоном Чендлером и Алексисом Аженса и некоторыми другими баскетболистами.
В сезоне 2010/2011 «Даллас» победил в первых 24 из 29 игр. 27 декабря Дирк Новицки получил травму, но команда всё равно без труда вышла в плей-офф.
«Маверикс» в финале 2011 были номинальными аутсайдерами по сравнению с «Большим трио» «Майами Хит» в лице Джеймса, Уэйда и Боша. После первого поражения 92-84, «Даллас» сумел наверстать упущенное в последующих играх и выиграл серию 4-2.

#### 2011—2013: Падения после чемпионства
После локаута в сезоне 2011/2012 Марку Кьюбану пришлось урезать зарплату и продать некоторых игроков, но сезон провели менее удачно с показателем 36-30. В первом раунде плей-офф «Оклахома-Сити Тандер» во главе с Кевином Дюрантом и Джеймсом Харденом не позволили «Далласу» пройти дальше.
Перед сезоном 2012/2013 «Даллас» не сумел продлить контракт с Киддом и Терри. Сезон 2012/2013 начали неудачно, а Дирк Новицки залечивал травму колена на протяжении 29 игр. Пришлось подписать ветерана Дерека Фишера на 9 игр.

#### 2013—2016: Возвращение в плей-офф
«Маверикс» закончили сезон со счетом 49-33, но в плей-офф их остановил всё тот же «Сан-Антонио Спёрс» c Ману Джинобили в составе.
13 ноября 2014 года «Даллас» рекордно обыграл со счетом 123-70 клуб «Филадельфия Севенти Сиксерс».

#### 2016—2019: Годы непопадания в плей-офф и последние годы Дирка
Драфт НБА 2018 года выдался удачным, «Даллас» перехватил у «Атланты» Луку Дончича. «Маверикс» закончили сезон с показателями 33-49 и снова не вышли в плей-офф, несмотря на признание Дончича новичком года. Новицки объявил о завершении карьеры по окончании сезона.

## Статистика
И = Сыгранные матчи, В = Выигрыши, П = Проигрыши, П% = Процент выигранных матчей
| Сезон   | И  | В  | П  | П%     | Место в дивизионе | Плей-офф                                  |
| ------- | -- | -- | -- | ------ | ----------------- | ----------------------------------------- |
| 2016/17 | 82 | 33 | 49 | 40,2 % | 5-е, Юго-запад    | Не участвовали                            |
| 2017/18 | 82 | 24 | 58 | 29,3 % | 4-е, Юго-запад    | Не участвовали                            |
| 2018/19 | 82 | 33 | 49 | 40,2 % | 5-е, Юго-запад    | Не участвовали                            |
| 2019/20 | 75 | 43 | 32 | 57,3 % | 2-е, Юго-запад    | Проиграли в первом раунде, 2-4 (Клипперс) |
| 2020/21 | 72 | 42 | 30 | 58,3 % | 1-е, Юго-запад    | Проиграли в первом раунде, 3-4 (Клипперс) |

## Игроки и тренеры
- см. Игроки «Даллас Маверикс»

### Баскетбольный Зал славы
- 11 Алекс Инглиш форвард 1990—1991
- 24 Эдриан Дэнтли форвард 1989—1990
- 70 Деннис Родман форвард 2000
- Дон Нельсон тренер 1997—2005

### Закреплённые номера
- 15 Брэд Дэвис защитник 1980—1992
- 22 Роландо Блекмэн защитник 1981—1992
- 41 Дирк Новицки форвард 1998—2019

### Текущий состав
| \| Поз. \| № \| Гражд. \| Имя \| Рост \| Вес \| Откуда \| \| ---- \| -- \| ----------- \| ---------------------- \| ------ \| ------ \| --------------- \| \| З \| 00 \| ! \| Джейзиэн Гортман \| 188 см \| 83 кг \| W. J. Keenan HS \| \| З \| 0 \| Австралия ! \| Данте Экзам \| 196 см \| 97 кг \| Австралия \| \| З \| 1 \| ! \| Джейден Харди \| 191 см \| 90 кг \| Coronado HS \| \| Ц \| 2 \| ! \| Дерек Лайвли \| 216 см \| 104 кг \| Дьюк \| \| Ф/Ц \| 3 \| ! \| Энтони Дэвис \| 208 см \| 115 кг \| Кентукки \| \| З \| 5 \| ! \| Квентин Граймс \| 193 см \| 95 кг \| Хьюстон \| \| Ф/Ц \| 7 \| Канада ! \| Дуайт Пауэлл \| 208 см \| 109 кг \| Стэнфорд \| \| Ф \| 8 \| Канада ! \| Оливье-Максенс Проспер \| 201 см \| 104 кг \| Маркетт \| \| З \| 10 \| ! \| Брэндон Уильямс \| 185 см \| 86 кг \| Аризона \| \| З \| 11 \| ! \| Кайри Ирвинг \| 188 см \| 88 кг \| Дьюк \| \| Ф \| 13 \| ! \| Наджи Маршалл \| 198 см \| 100 кг \| Ксавьер \| \| Ф \| 20 \| ! \| Кесслер Эдвардс \| 201 см \| 92 кг \| Пеппердайн \| \| Ф/Ц \| 21 \| ! \| Дэниэл Гэффорд \| 208 см \| 120 кг \| Арканзас \| \| Ф \| 25 \| ! \| Пи Джей Вашингтон \| 198 см \| 104 кг \| Кентукки \| \| З \| 26 \| ! \| Спенсер Динвидди \| 196 см \| 98 кг \| Колорадо \| \| З/Ф \| 31 \| ! \| Клей Томпсон \| 196 см \| 100 кг \| Вашингтон Стэйт \| \| Ф \| 42 \| Германия ! \| Макси Клебер \| 208 см \| 109 кг \| Германия \| \| Ф \| 88 \| ! \| Маркифф Моррис \| 206 см \| 111 кг \| Канзас \| | Главный тренер - Джейсон Кидд Ассистенты тренера - Даррелл Армстронг - Джош Брогхамер - Джаред Дадли - Эрик Хьюджс - Алекс Дженсон - Марко Милич - Год Шаммгод - Шон Суини - Кит Вайни Состав • Переходы Последнее изменение: 22 октября 2024 года |             |                        |        |        |                 |
| Поз. | № | Гражд.      | Имя                    | Рост   | Вес    | Откуда          |
| З | 00 | !           | Джейзиэн Гортман       | 188 см | 83 кг  | W. J. Keenan HS |
| З | 0 | Австралия ! | Данте Экзам            | 196 см | 97 кг  | Австралия       |
| З | 1 | !           | Джейден Харди          | 191 см | 90 кг  | Coronado HS     |
| Ц | 2 | !           | Дерек Лайвли           | 216 см | 104 кг | Дьюк            |
| Ф/Ц | 3 | !           | Энтони Дэвис           | 208 см | 115 кг | Кентукки        |
| З | 5 | !           | Квентин Граймс         | 193 см | 95 кг  | Хьюстон         |
| Ф/Ц | 7 | Канада !    | Дуайт Пауэлл           | 208 см | 109 кг | Стэнфорд        |
| Ф | 8 | Канада !    | Оливье-Максенс Проспер | 201 см | 104 кг | Маркетт         |
| З | 10 | !           | Брэндон Уильямс        | 185 см | 86 кг  | Аризона         |
| З | 11 | !           | Кайри Ирвинг           | 188 см | 88 кг  | Дьюк            |
| Ф | 13 | !           | Наджи Маршалл          | 198 см | 100 кг | Ксавьер         |
| Ф | 20 | !           | Кесслер Эдвардс        | 201 см | 92 кг  | Пеппердайн      |
| Ф/Ц | 21 | !           | Дэниэл Гэффорд         | 208 см | 120 кг | Арканзас        |
| Ф | 25 | !           | Пи Джей Вашингтон      | 198 см | 104 кг | Кентукки        |
| З | 26 | !           | Спенсер Динвидди       | 196 см | 98 кг  | Колорадо        |
| З/Ф | 31 | !           | Клей Томпсон           | 196 см | 100 кг | Вашингтон Стэйт |
| Ф | 42 | Германия !  | Макси Клебер           | 208 см | 109 кг | Германия        |
| Ф | 88 | !           | Маркифф Моррис         | 206 см | 111 кг | Канзас          |

## Индивидуальные награды
| Самый ценный игрок НБА - Дирк Новицки — 2007 Самый ценный игрок финала НБА - Дирк Новицки — 2011 Лучший шестой игрок НБА - Рой Тарпли — 1988 - Антуан Джеймисон — 2004 - Джейсон Терри — 2009 Новичок года НБА - Джейсон Кидд — 1995 - Лука Дончич — 2019 Тренер года НБА - Эйвери Джонсон — 2006 | Первая сборная всех звёзд - Дирк Новицки — 2005, 2006, 2007, 2009 - Лука Дончич — 2020, 2021, 2022 Вторая сборная всех звёзд НБА - Дирк Новицки — 2002, 2003, 2008, 2010, 2011 Третья сборная всех звёзд НБА - Дирк Новицки — 2001, 2004 - Стив Нэш — 2002, 2003 Вторая сборная всех звёзд защиты - Дерек Харпер — 1987, 1990 - Тайсон Чендлер — 2011 | Первая сборная новичков НБА - Джей Винсент — 1982 - Сэм Перкинс — 1985 - Рой Тарпли — 1987 - Джамал Мэшберн — 1994 - Джейсон Кидд — 1995 - Лука Дончич — 2019 Вторая сборная новичков НБА - Кортни Александер — 2001 - Джош Ховард — 2004 - Маркиз Дэниелс — 2004 - Деннис Смит — 2018 |